# Pero levisaria
Pero levisaria är en fjärilsart som beskrevs av Grossbeck 1909. Pero levisaria ingår i släktet Pero och familjen mätare. Inga underarter finns listade i Catalogue of Life.